# 落合駅 (東京都)
落合駅（おちあいえき）は、東京都新宿区上落合二丁目にある、東京地下鉄（東京メトロ）東西線の駅である。駅番号はT 02。
駅は新宿区上落合二・三丁目と中野区東中野三・四丁目との境界（早稲田通りの山手通りとの交差点以東の地下）にまたがっており、駅の出入口はこれら隣接4町に設置されている。

## 歴史
- 1966年（昭和41年）3月16日：開業。
- 2004年（平成16年）4月1日：帝都高速度交通営団（営団地下鉄）民営化に伴い、当駅は東京地下鉄（東京メトロ）に継承される[2]。
- 2007年（平成19年）3月18日：ICカード「PASMO」の利用が可能となる[3]。
- 2014年（平成26年）4月1日：落合地下通路と2b番出入口の供用開始[4]。
- 2015年（平成27年）5月24日：発車メロディを導入[5]。

## 駅構造
島式ホーム1面2線を有する地下駅。改札は中野側と西船橋側にそれぞれ1か所、出入口は中野側と西船橋側にそれぞれ2か所ある。
1990年代後半にホーム側壁以外の改装工事を行い、続いて2007年にはホーム側壁が改装された。その際、上落合三丁目方面の2番出入口への通路にエスカレーターとエレベーターが設置された。なお、改装工事によって設置されたベンチは、他の東京メトロの駅では見られない白くて丸い形状である。

### のりば
| 番線 | 路線   | 行先                           |
| ---- | ------ | ------------------------------ |
| 1    | 東西線 | 西船橋・津田沼・東葉勝田台方面 |
| 2    | 東西線 | 中野・三鷹方面                 |

（出典：東京メトロ:構内図）
- 1・2番線共に夜間留置が設定されている。出発・到着はいずれも中野駅との回送で行われるが、当駅には渡り線が設置されていないため、転線は隣の高田馬場駅にある渡り線を使用している。

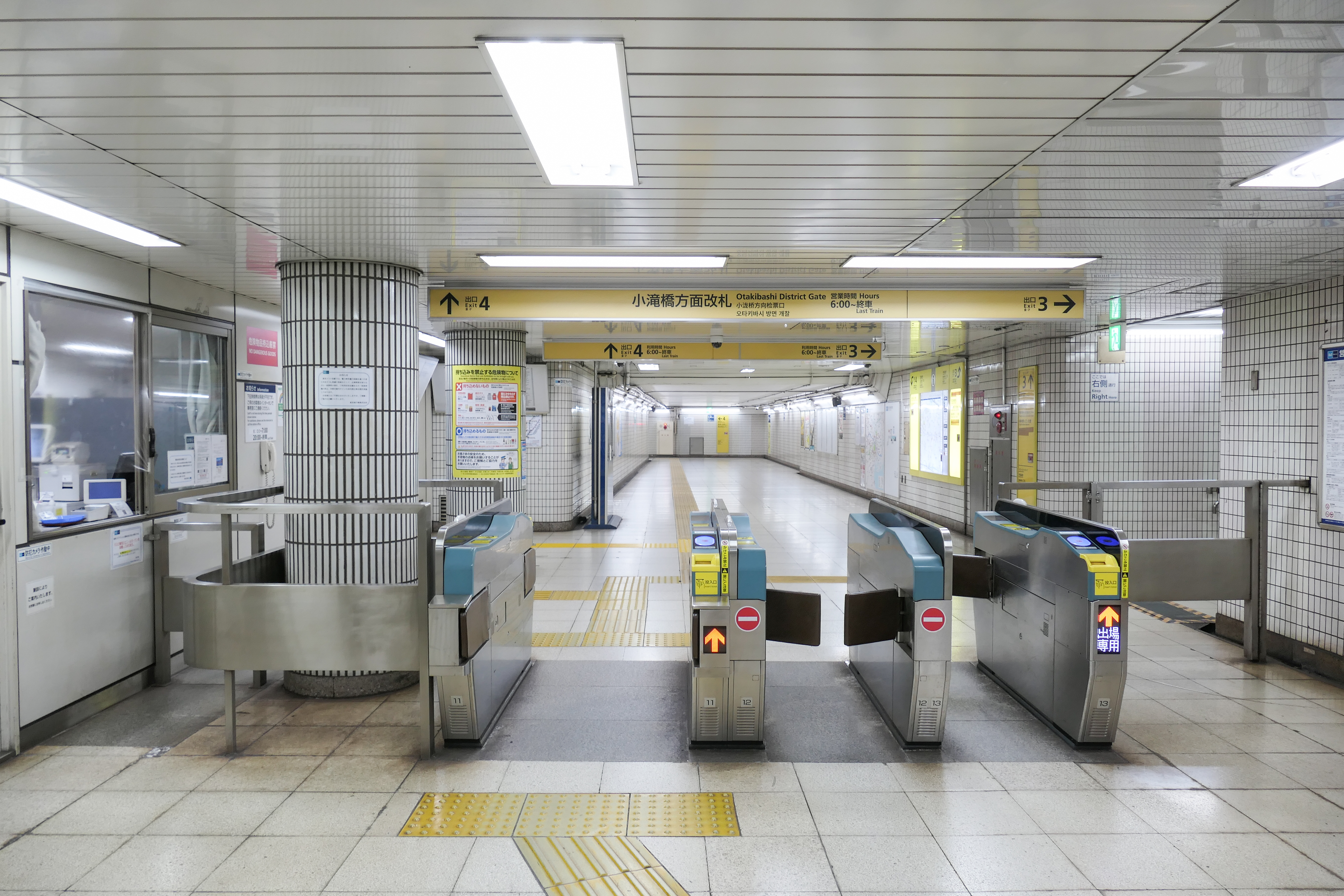
小滝橋方面改札（2022年12月）
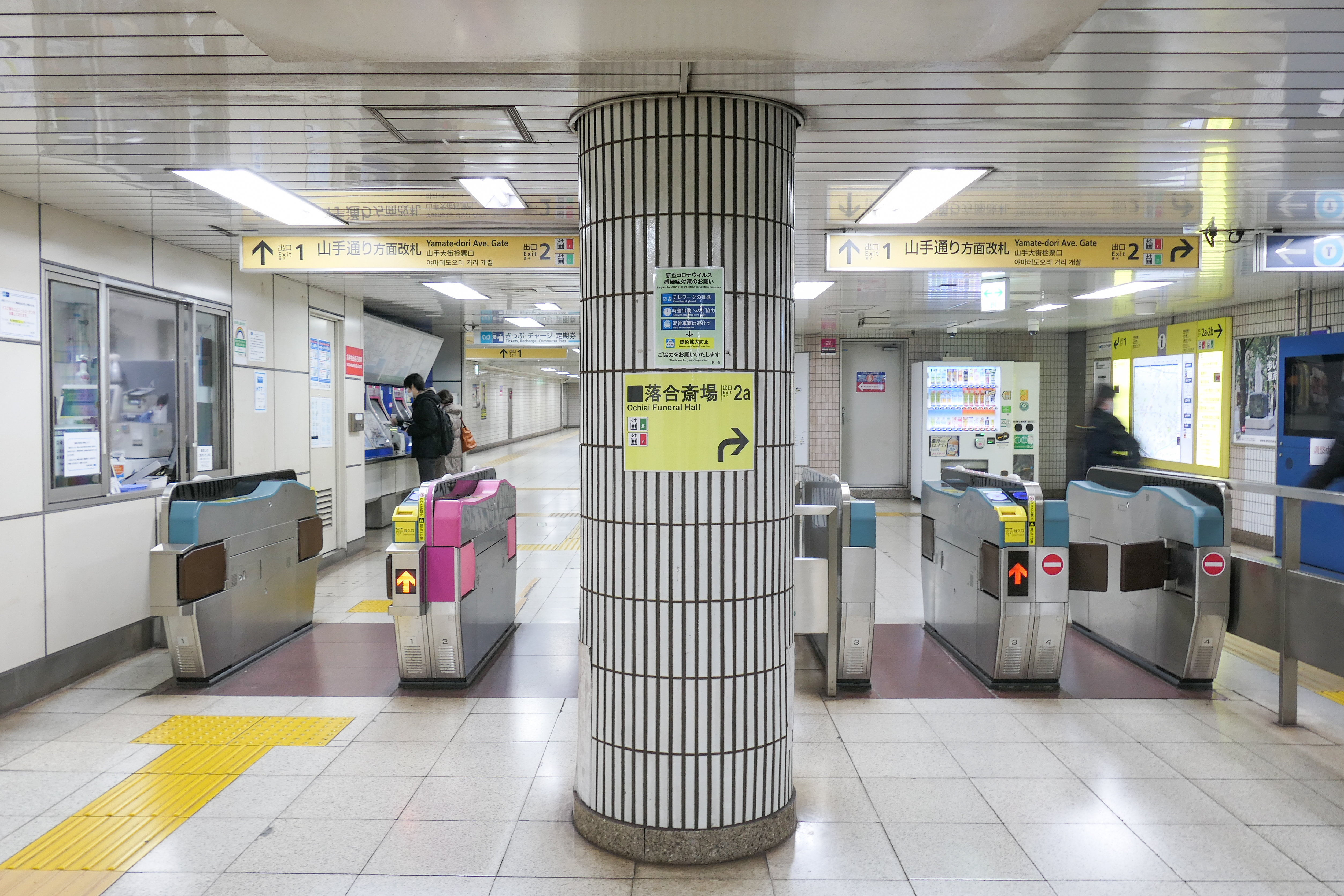
山手通り方面改札（2022年12月）
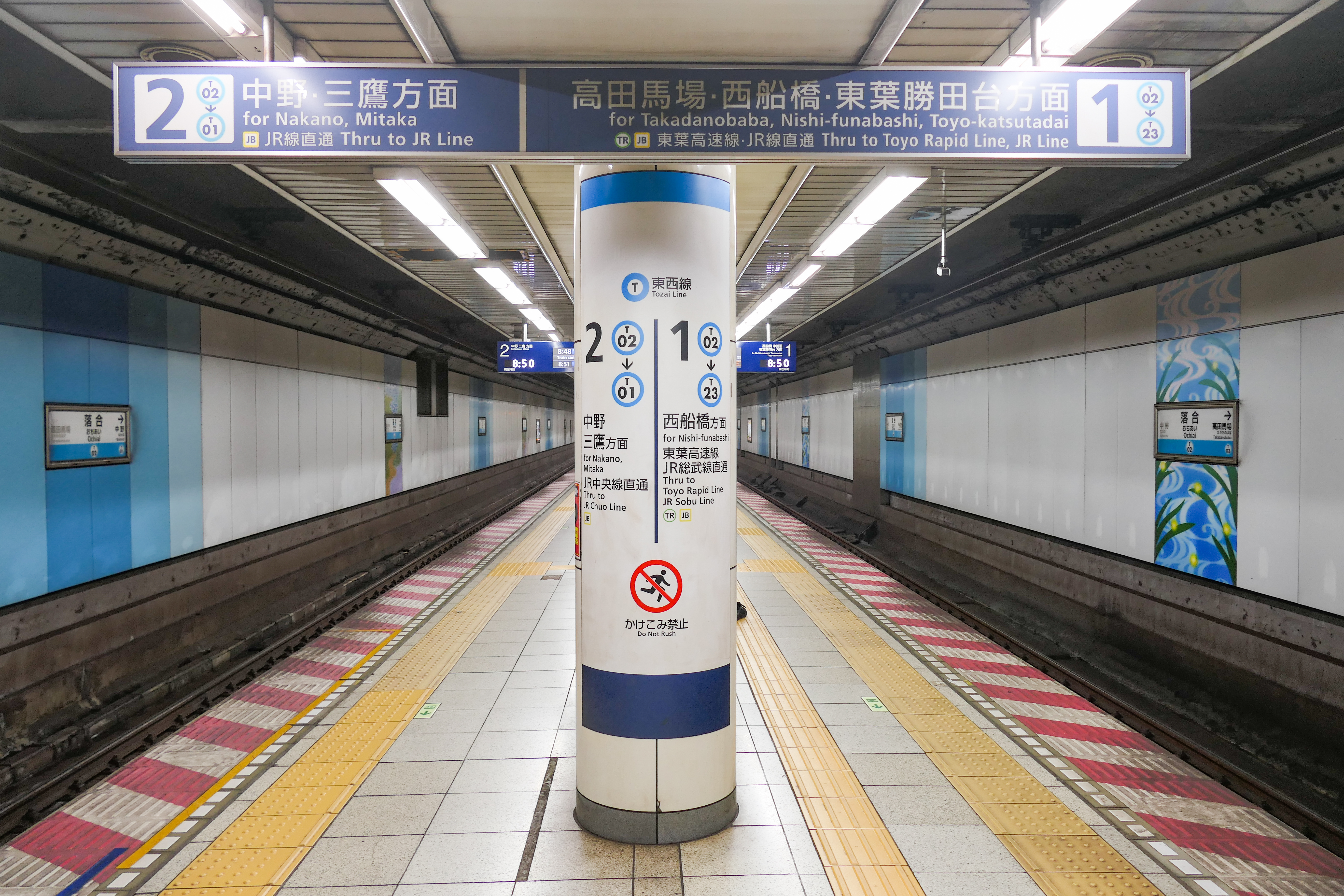
ホーム（2022年12月）

### 発車メロディ
2015年5月24日から向谷実作曲の発車メロディ（発車サイン音）を使用している。
曲は1番線が「A Day in the METRO」、2番線が「Beyond the Metropolis」である（詳細は東京メトロ東西線#発車メロディを参照）。

## 利用状況
2024年度の1日平均乗降人員は26,664人である。東京メトロ全130駅中119位である。
近年の1日平均乗降・乗車人員推移は下表の通り。
| 年度               | 1日平均 乗降人員 | 1日平均 乗車人員 | 出典     |
| ------------------ | ---------------- | ---------------- | -------- |
| 1990年（平成02年） |                  | 12,211           | [ * 1 ]  |
| 1991年（平成03年） |                  | 12,161           | [ * 2 ]  |
| 1992年（平成04年） |                  | 12,326           | [ * 3 ]  |
| 1993年（平成05年） |                  | 12,488           | [ * 4 ]  |
| 1994年（平成06年） |                  | 12,737           | [ * 5 ]  |
| 1995年（平成07年） |                  | 12,829           | [ * 6 ]  |
| 1996年（平成08年） |                  | 12,967           | [ * 7 ]  |
| 1997年（平成09年） |                  | 12,633           | [ * 8 ]  |
| 1998年（平成10年） |                  | 12,326           | [ * 9 ]  |
| 1999年（平成11年） |                  | 11,754           | [ * 10 ] |
| 2000年（平成12年） |                  | 11,496           | [ * 11 ] |
| 2001年（平成13年） |                  | 11,068           | [ * 12 ] |
| 2002年（平成14年） | 21,212           | 11,058           | [ * 13 ] |
| 2003年（平成15年） | 20,748           | 10,811           | [ * 14 ] |
| 2004年（平成16年） | 20,445           | 10,529           | [ * 15 ] |
| 2005年（平成17年） | 20,307           | 10,370           | [ * 16 ] |
| 2006年（平成18年） | 19,897           | 10,164           | [ * 17 ] |
| 2007年（平成19年） | 21,380           | 10,880           | [ * 18 ] |
| 2008年（平成20年） | 22,291           | 11,318           | [ * 19 ] |
| 2009年（平成21年） | 22,049           | 11,271           | [ * 20 ] |
| 2010年（平成22年） | 22,331           | 11,389           | [ * 21 ] |
| 2011年（平成23年） | 22,366           | 11,430           | [ * 22 ] |
| 2012年（平成24年） | 23,418           | 11,857           | [ * 23 ] |
| 2013年（平成25年） | 24,035           | 12,190           | [ * 24 ] |
| 2014年（平成26年） | 24,261           | 12,276           | [ * 25 ] |
| 2015年（平成27年） | 25,312           | 12,809           | [ * 26 ] |
| 2016年（平成28年） | 25,857           | 13,079           | [ * 27 ] |
| 2017年（平成29年） | 26,317           | 13,312           | [ * 28 ] |
| 2018年（平成30年） | 27,280           | 13,792           | [ * 29 ] |
| 2019年（令和元年） | 27,490           | 13,891           | [ * 30 ] |
| 2020年（令和02年） | 19,128           |                  |          |
| 2021年（令和03年） | 20,607           |                  |          |
| 2022年（令和04年） | 23,076           |                  |          |
| 2022年（令和04年） | 25,129           |                  |          |
| 2024年（令和06年） | 26,664           |                  |          |

## 駅周辺
- 中野区東中野区民活動センター
- 東京都下水道局 落合水再生センター
- 目白大学 新宿キャンパス
- 明治大学付属中野中学校・高等学校
- ホスピタリティツーリズム専門学校
- 中野区立中野東中学校
- 中野区立白桜小学校
- 落合中央公園
- 神田上水公園
- 落合郵便局
- 新宿上落合郵便局
- 東中野郵便局
- 関東バス 本社
- まいばすけっと上落合店
- 東京博善 落合斎場
- 日本福音ルーテルスオミ・キリスト教会
- 日本紅卍字会東京総院
- 早稲田通り（東京都道25号飯田橋石神井新座線）
- 山手通り（東京都道317号環状六号線）
- 東中野駅（JR中央本線・都営地下鉄大江戸線） - 山手通りを南へ約400メートル
- 中井駅（西武新宿線・都営地下鉄大江戸線） - 山手通りを北へ500メートル
- 東京都交通局 小滝橋自動車営業所
- いなげや新宿小滝橋店

当駅付近で都営地下鉄大江戸線と交差するが、同線の駅は設けられていない。

### バス路線
最寄り停留所は、落合（西武バス）と落合駅（関東バス）であり、以下の路線が乗り入れる。なお、2011年11月14日までは関東バスも落合を名乗っていた。
落合
- 宿20：新宿駅西口行 / 西武百貨店前（池袋駅東口）行
- 宿20-2：新宿駅西口行
  - 都営地下鉄大江戸線が練馬から新宿まで延伸される前は、都営バスの宿62系統（新宿駅西口 - 大泉学園駅）も乗り入れていた。

落合駅
- 宿07：新宿駅西口行（平日早朝のみ）
- 宿08：新宿駅西口行 / 中野駅行

## 駅名の由来
「落合」とは、神田川と妙正寺川との合流点がこの付近にあることに由来する地域名称であり、これに基づき「落合」が駅名にも採用された。

## 隣の駅
東京地下鉄（東京メトロ）
 東西線（東陽町以西は全列車が各駅に停車）
中野駅 (T 01) - 落合駅 (T 02) - 高田馬場駅 (T 03)